# Hajdúszovát
Hajdúszovát (früher Szovát) ist eine ungarische Gemeinde im Kreis Hajdúszoboszló im Komitat Hajdú-Bihar.

## Geografie
Entlang der Gemeindegrenze zu Kaba fließt der Keleti-főcsatorna. Hajdúszovát grenzt an folgende Gemeinden:
| Hajdúszoboszló | Ebes                                        |          |
| Kaba           | Kompassrose, die auf Nachbargemeinden zeigt | Sáránd   |
| Földes         |                                             | Derecske |

## Geschichte
Szovát wurde erstmals in einer päpstlichen Zehntliste (1332–1337) erwähnt. 1898 erfolgte die Umbenennung auf Hajdúszovát (Bezug zu Hajdúk).

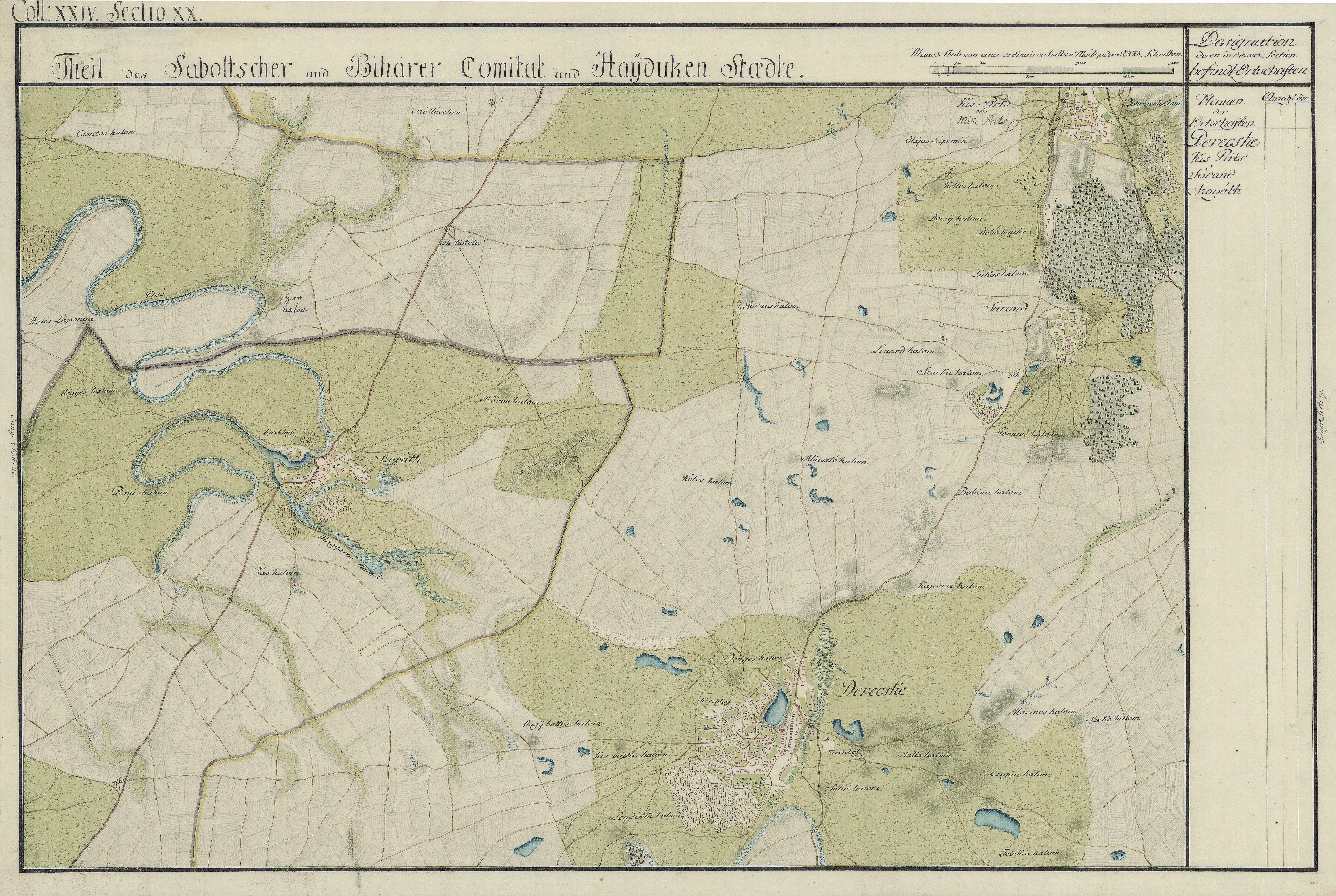
Szováth (links in der Mitte) um 1782 (Aufnahmeblatt der Josephinischen Landesaufnahme)
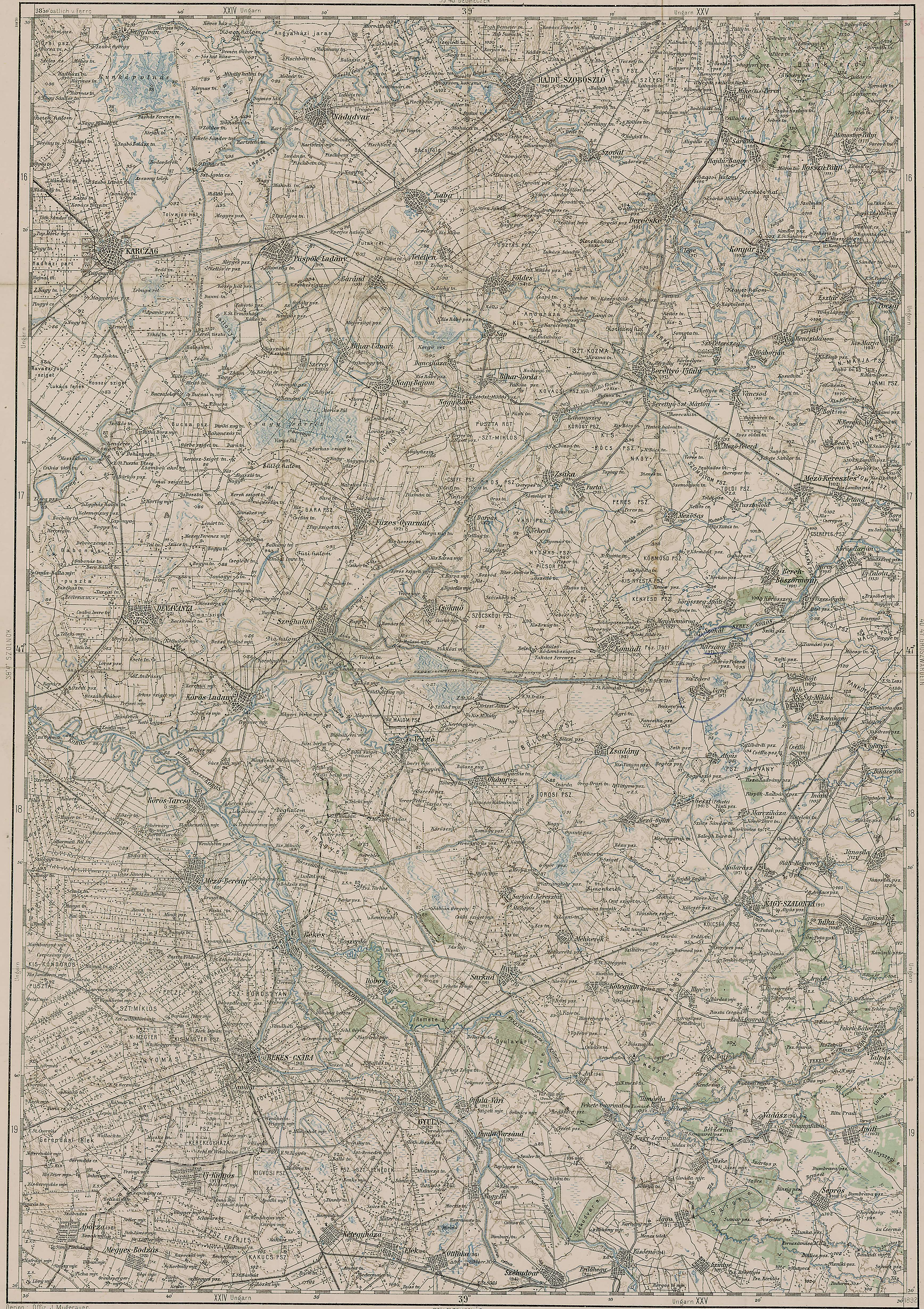
Szovát (N 47° 24'; O 39° 9') um 1892 (Aufnahmeblatt der Franzisco-Josephinischen Landesaufnahme)

## Bevölkerung
| Jahr | Bevölkerung |
| ---- | ----------- |
| 1900 | 3 476       |
| 1910 | 3 646       |
| 1920 | 3 763       |
| 1930 | 4 127       |
| 1949 | 4 084       |
| 1990 | 3 066       |
| 2001 | 3 151       |

### Ethnische Gruppen
Im Jahr 2001 identifizierten sich 98 % der Bevölkerung als Magyaren und 2 % als Roma.

## Kultur und Sehenswürdigkeiten
- Mehrere unerforschte Kurgane an der Ortsgrenze
- Schutzmauer mit 10 Schießscharten aus dem 17. Jahrhundert
- Reformierte Kirche, erbaut 1785–1787 im neobarocken Stil, 1857–1861 im  klassizistischen Stil umgebaut, mit einem 39 m hohen Turm

## Gemeindepartnerschaft
- Suatu im Kreis Cluj (Rumänien)

## Verkehr
In Hajdúszovát treffen die Landstraßen Nr. 4804, Nr. 4805 und Nr. 4816 aufeinander. Die nächstgelegenen Bahnhöfe befinden sich nordwestlich in Hajdúszoboszló und südöstlich in Derecske.